# Rudi Zörns
Rudi Zörns (* 6. Februar 1922 in Mainz; † 26. Januar 2009 in Mainz-Hechtsheim) war ein Mainzer Fastnachter.

## Leben
Zörns, dessen Vater von 1931 bis 1957 Präsident der Mainzer Klepper-Garde war, hatte 1947 seinen ersten Auftritt in der Fastnacht im Brauhaus zum Rad für den Mainzer Carneval Club. Kurz darauf holte ihn Rolf Braun zum neugegründeten Karneval-Club Kastel, dessen Ehrenmitglied er später wurde. 40 Jahre war er auch beim Mombacher Carneval Verein „Die Bohnebeitel“ 1886 tätig, zuletzt noch auf dem Worschtobend 2006.  Er wurde bundesweit bekannt mit seinen Auftritten in „Mainz bleibt Mainz, wie es singt und lacht“, das alljährlich im Wechsel von ARD und ZDF ausgestrahlt wurde. Sein typischer Einstiegssatz war „Alleweil sein ich do“.
1993 nahm er offiziell Abschied von der närrischen Bühne, blieb aber trotz allem als Redner gefragt. Seinen letzten großen Auftritt an der Seite von langjährigen Weggefährten wie Herbert Bonewitz vor großem Fernsehpublikum bescherte Zörns das Special „50 Jahre Mainz bleibt Mainz“ im Februar 2005.
Rudi Zörns hat zeitlebens ohne Gage gespielt. Seinen Lebensunterhalt verdiente er bis 1976 als Dekorationsmaler, obwohl er an der Ostfront im Zweiten Weltkrieg ein Bein verloren hatte. Er war Ehrenmitglied der Maler- und Lackiererinnung in Rheinhessen und wurde mit der Bundesverdienstmedaille und der Goldenen Kammermünze geehrt.